# Гјилфи Сигурдсон
Гјилфи Тоур Сигурдсон (исл. Gylfi Þór Sigurðsson; Рејкјавик, 8. септембар 1989) професионални је исландски фудбалер који примарно игра на позицији офанзивног везног играча.
Гјилфи је своју професионалну каријеру започео као играч енглеског Рединга, одакле је након две сезоне продат немачком Хофенхајму. Током каријере играо је још за енглеске екипе Свонзи Сити, Тотенхем хотспер и Евертон.
За сениорску репрезентацију Исланда дебитовао је 2010. године и један је од најефикаснијих играча тима са 20 постигнутих голова. Са репрезентацијом је наступио на Европском првенству 2016. у Француској и Светском првенству 2018. у Русији.